# Pilangrejo (Wonosalam)
Pilangrejo is een bestuurslaag in het regentschap Demak van de provincie Midden-Java, Indonesië. Pilangrejo telt 4272 inwoners (volkstelling 2010).